# 福島市立大森小学校
福島市立大森小学校（ふくしましりつ おおもり しょうがっこう）は、福島県福島市大森にある公立小学校である。

## 概要
福島市街地南側の信夫地区東部を通学区域とし、旧福島県道362号南福島停車場線沿いに位置する。2020年5月1日現在、27学級681名の児童が在籍する。校章は大森城とその周りを大鳥が羽ばたくさまを象ったものである。

## 沿革
出典：
- 1873年12月25日 - 曹洞宗円通寺を仮校舎に、大森小学校温知館として学校創立。
- 1887年 - 大森尋常小学校へ改称される。
- 1888年 - 大森尋常簡易小学校へ改称される。
- 1891年 - 大森尋常小学校へ再度改称される。
- 1892年 - 信夫郡大森村立大森尋常小学校へ改称される。
- 1901年 - 大森第一尋常小学校へ改称される。
- 1913年 - 大森尋常小学校へ改称される。
- 1924年 - 大森尋常高等学校へ改称される。
- 1929年 - 遠藤喜美治作詞、古関裕而作曲の校歌が制定される[3]。現在の福島市内の学校で初めて古関が作曲した校歌といわれている。
- 1941年 - 信夫郡大森村国民学校へ改称される。
- 1947年 - 大森村立大森小学校へ改称される。
- 1955年 - 大森村が周辺他村との合併により信夫村となり、信夫村立大森小学校へ改称される。
- 1964年12月19日 - 小林金次郎[4]作詞、石河清作曲の新校歌が制定される。[3]
- 1966年6月 - 信夫村が福島市に編入され、福島市立大森小学校となる。
- 1978年4月 - 身体虚弱特殊学級開級[1]。
- 1979年12月14日 - RC造三階建ての校舎が竣工する。
- 1984年1月20日 - RC造2階建ての校舎が竣工する。
- 1998年3月20日 - 水泳プール（25m×11m 6コース）が竣工する。
- 2003年2月28日 - 屋内運動場が竣工する。
- 2020年3月4日 - この日から5月24日（3月24日～4月7日の春休み期間をはさむ）まで、新型コロナウイルス感染症対策に係る臨時休業[1]。

## 教育方針
教育目標
- 「おおらかで　たくましい子ども」の育成

## 学校行事
| - 4月 - 5月 - 6月 | - 7月 - 8月 - 9月 | - 10月 - 11月 - 12月 | - 1月 - 2月 - 3月 |

## 通学区域
- 信夫地域[5]
  - 永井川（福島市立杉妻小学校通学区域を除く）
  - 大森
  - 小田（字双柳）
  - 平石（字塚田の濁川より北側）

## 進学先中学校
- 福島市立信夫中学校[6]

## 校区内の主な施設
- 国道115号福島西バイパス
- 福島県道148号水原福島線大森街道
- 福島県道362号南福島停車場線
- 大森城山公園
- 済生会福島総合病院
- 福島市信夫学習センター
- 福島市役所信夫支所

## 交通
- JR東日本南福島駅より徒歩15分[2]
- 福島交通路線バス平田線 大森小学校前停留所下車